# Osama Nasr

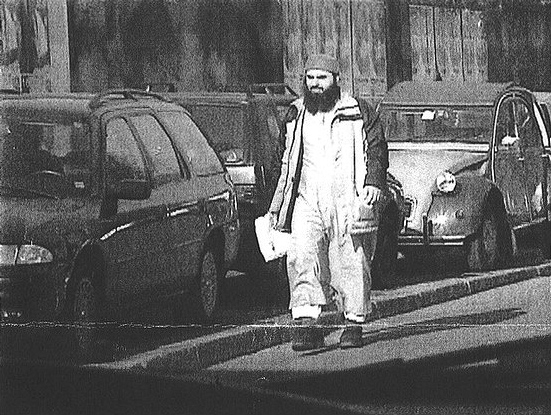
Hassan Mustafa Osama Nasr, in wat vermoed wordt een CIA-foto te zijn

Hassan Mustafa Osama Nasr (Arabisch: حسن مصطفى أسامة نصر), soms in de media aangeduid als Osama Moustafa Hassan Nasr  en ook wel bekend onder de naam Aboe Omar (ca. 1963) is een in Italië woonachtige Egyptisch islamitisch geestelijke die door de Amerikaanse CIA werd verdacht van terrorisme maar hiervoor nooit veroordeeld werd. Hij was de imam van een moskee in Milaan.
Hij werd bekend doordat hij op 17 februari 2003 in Milaan werd ontvoerd door de CIA. Volgens de Italiaanse justitie werd Nasr via Aviano naar Duitsland gevlogen en vervolgens naar Egypte, waar hij zou zijn gemarteld. Naar eigen zeggen heeft hij hierbij aan één oor een gehoorbeschadiging opgelopen. Volgens zijn advocaat zou hij tijdens zijn detentie ook verschillende zelfmoordpogingen hebben ondernomen.
Nasr werd in Egypte in eerste instantie wel aangeklaagd voor lidmaatschap van een verboden organisatie, maar deze aanklacht werd zonder dat het tot een veroordeling kwam weer ingetrokken. Hierna werd hij tot en met 11 februari 2007 zonder aanklacht opnieuw opgesloten.
De ontvoering van Nasr werd in het kader van het zogeheten rendition-programma van de CIA uitgevoerd, waarbij terreurverdachten in het geheim worden 'uitgeleverd' aan landen waar marteling niet is verboden dan wel wordt gedoogd. Het idee hierachter is dat de Verenigde Staten door martelingen niet zelf uit te voeren binnen de grenzen van de Amerikaanse wetgeving blijven.
Het zonder officiële medewerking van de Italiaanse justitie ontvoeren van Nasr leidde in Italië tot ophef. Premier Berlusconi ontbood de Amerikaanse ambassadeur. Later werd duidelijk dat de Italiaanse geheime dienst Sismi mogelijk wel op de hoogte was en zelfs betrokken was bij de ontvoering. Begin juli 2006 werden twee topmannen van deze dienst, Marco Mancini en Gustavo Pignero, gearresteerd voor hun mogelijke betrokkenheid bij deze affaire. De Italiaanse justitie heeft daarnaast gevraagd om uitlevering van de CIA-agenten die betrokken waren bij de ontvoering.